# Volo Philippine Airlines 137
Il volo Philippine Airlines 137 era un volo di linea passeggeri nazionale da Manila a Bacolod, nelle Filippine. Il 22 marzo 1998, un Airbus A320-214 operante sulla rotta uscì di pista durante l'atterraggio a causa di errori dei piloti. Nessuno dei 130 a bordo perse la vita, ma morirono tre persone a terra e 25 rimasero ferite.

## L'aereo
Il velivolo coinvolto era un Airbus A320-214, marche RP-C3222, numero di serie 708. Volò per la prima volta nel 1997 e venne consegnato a Philippine Airlines nell'agosto dello stesso anno. Era spinto da 2 motori turboventola CFM International CFM56-5B. Al momento dell'incidente, l'aereo aveva sette mesi ma era entrato in servizio da soli tre; aveva accumulato 1 224 ore di volo in 1 070 cicli di decollo-atterraggio.

## L'incidente
Il volo 137 decollò alle 18:40 dall'aeroporto di Manila diretto all'aeroporto di Bacolod City. L'inversore di spinta del motore sinistro era stato segnalato ai piloti come "malfunzionante" prima del decollo. Durante l'avvicinamento a Bacolod, i piloti ricevettero l'autorizzazione per atterrare sulla pista 04. La manetta di spinta del motore numero 1 venne lasciata nella posizione di salita (denominata "CLIMB"). Al momento dell'atterraggio, il primo ufficiale gridò "niente spoiler, niente inversori di spinta, niente decelerazione". Il motore 2 venne impostato sulla spinta inversa completa dopo l'atterraggio, ma la manetta del motore sinistro non venne spinta al minimo, quindi il motore di sinistra spingeva in avanti mentre quello di destra indietro. Di conseguenza, gli spoiler non si attivarono. Questo creò un'asimmetria di spinta che causò la deviazione dell'A320 a destra della pista. L'inversore di spinta destro venne quindi disattivato e l'aereo rientrò sulla superficie asfaltata. Non riuscendo a fermarsi prima della fine, il volo uscì di pista, sfondò il recinto perimetrale dell'aeroporto, oltrepassò un ruscello e finì in un'area residenziale fortemente popolata, demolendo diverse case con lui prima di fermarsi.

## Le indagini
Nel final report pubblicato il 23 agosto 2000, viene indicata come probabile causa:
Ha contribuito a questo incidente l'apparente mancanza di conoscenza dei sistemi tecnici e la mancanza di valutazione degli effetti disastrosi di un'interpretazione errata delle disposizioni e dei requisiti di un elenco di apparecchiature minime (MEL).»
(CAB, Final report Philippine Airlines 137, p.10)